# Катонкарагајски национални парк
Катонкарагајски национални парк (каз. Катонқараға́й мемлекетті́к ұлтты́қ табиғи́ паркі́) највећи је национални парк у Казахстану, смештен у јужном Алтају на крајњем истоку земље. Парк испуњава западну страну дела "X" где се сусрећу границе Казахстана, Русије, Кине и Монголије. Највиши врх у Сибиру (планина Белука, 4.506 м, налази се на руској граници у области Катун. Парк се налази у покрајини Катон-карагај, у региону Источни Казахстан, 1.000 км југоисточно од главног града Нур Султан (раније Астана).
Основан је 1. јуна 2001. године, а 2011. укључен је у међународни парк "Алтај" са Русијом. Године 2014. парк је уврштен у нови "резерват биосфере Катон-Карагај", назван по УНЕСКО-вом програму "Човек и биосфера".

## Топографија
Смештен на падинама планина Јужни Алтај, парк је планински, покривен ледом, са планинским врховима који често досежу преко 3.000 м. Парк се на северу граничи са Руском републиком Алтај, на југоистоку са Кином, на западу реком Фарпуснаја, а на југу северним падинама поред реке Саримсакти и Тарбагатајском области на јужним Алтајским планинама. Под шумом је 34% парка, а остатак чине планинске ливаде, камените падине и глечери. Падине су стрме, са рељефом насталим под утицајем глечера: долине у облику корита, провалије и морене. Реке које се напајају из ледника имају стрм и брз ток. Водопад Кокол, који се спушта са висине од 80 метара, највећи је водопад на планинама Алтај.

## Екорегиони
У парку су заступљена два екорегиона: екорегион алтајско алпских ливада и тундри и екорегион алтајских степа и полу-пустиња. Ови екорегиони пружају потпуну слику вегетационих зона према надморској висини, од степе до алпске тундре. Заступљена је велика разноликост биодиверзитета, јер се налазе на биогеографском развођу између Сибира на северу и хладних пустиња Централне Азије на југу.

## Клима
Клима на средњим висинама је влажна континентална, хладни летњи подтип (према Копен класификацији Умереноконтинентална), са алпском климом изнад горње вегетацијске зоне дрвећа. На количину падавина утиче планински рељеф и велика надморска висина. Просечна годишња количина падавина износи 386 мм (максимум достиже током лета). Просечна температура креће се од -26 °C у јануару до 9,5 °C у јулу.

## Флора и фауна
Вегетација је распоређена у четири  висинске зоне.
- У алпској зони, на надморским висинама од 2.800 метара и више, расту мале заједнице лишајске и алпске вегетације, као што су јагорчевина и алтајски маслачак у пукотинама и каменитим рубовима снежних поља и глечера.
- У Планинском појасу тундра, који се простире од 2.100 метара до 2.800 метара, расту маховине и лишајеви на камењу, грмље и травната тундра, укључујући алтајску траву и пузавице.
- Зона суб-алпских шума и планинских ливада протеже се од 1.200 до 2.300 метара. Најчешће врсте дрвећа у овој зони су сибирски бор, ариш и бреза. На ливадама расте трава, рогоз и боровница.
- Појас планинских шума и ливадских степа налази се испод 1.200 метара. У овој зони успевају шуме брезе и ариша, и простране површине под травом и грмљем.[1]

Научници су у парку забележили 363 врсте кичмењака: 284 врсте птица, 65 врста сисара, 6 врста гмизаваца, 2 врсте водоземаца и 6 врста риба. Уобичајени представници сисара су кртица, вук, лисица, срна и мрки медвед.

## Туризам
Зона строгог природног резервата обухвата 24% површине парка (1.512 км²) док је осталих 76% (4.922 км²) зона намењена за рекреацију, научне студије и ограничене економске активности. У оближњим насељима постоје туристички смештајни капацитети.
- Галерија слика
- Алтајске планине, Казахстан
- Планине Алтај, резерват Маркакол, река Кара-Коба